# Dawit Kakabadse

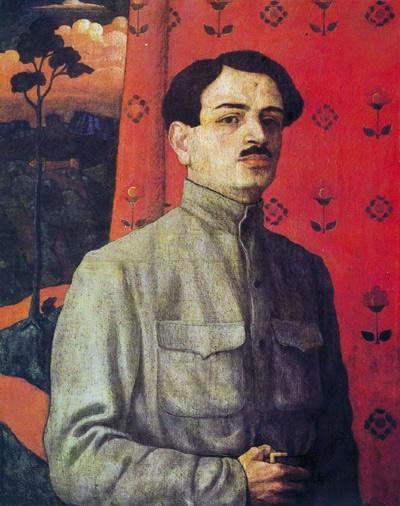
David Kakabadze: Selbstporträt, 1910

Dawit Kakabadse (auch: David Kakabadzé, georgisch დავით კაკაბაძე; * 20. August 1889 in Kukhi, Imeretien, Russisches Reich; † 10. Mai 1952 in Tiflis, Georgische SSR, Sowjetunion) war ein georgischer Maler, Grafiker, Kunsttheoretiker, Erfinder und Bühnenbildner. Er zählt zu den bedeutendsten Vertretern der georgischen Moderne des 20. Jahrhunderts.

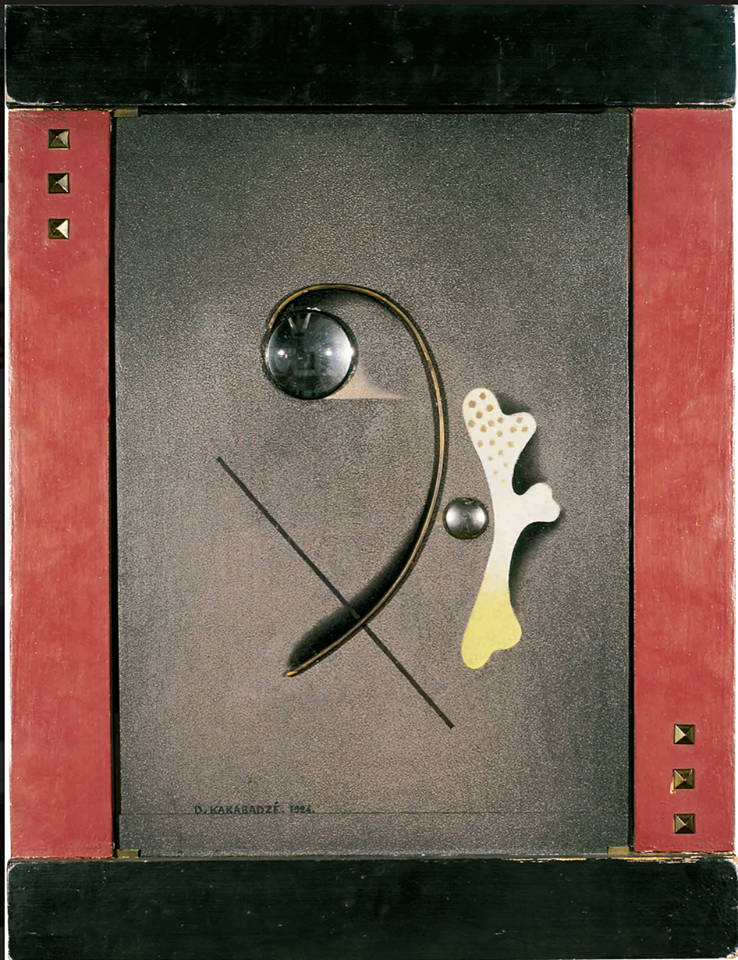
David Kakabadze: Constructive composition, 1924. National Museum of Georgia

## Leben

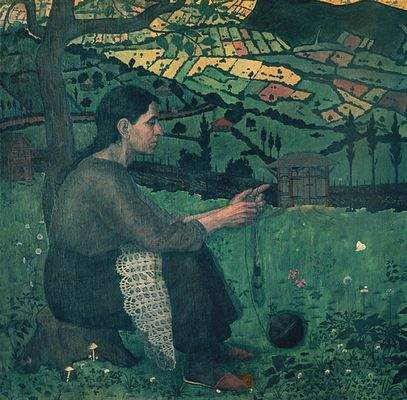
Dawit Kakabadse: My Mother, Imereti, 1918

Dawit Kakabadse wurde 1889 in Kukhi bei Kutaissi geboren. Nach dem Besuch des Gymnasiums in Kutaissi studierte er ab 1909 Naturwissenschaften an der Universität St. Petersburg und parallel dazu Kunst im Atelier von Lew Jewgrafowitsch Dmitriew-Kawkaski. 1914 gründete er zusammen mit Pawel Filonow die Gruppe „Intime Werkstatt der Maler und Zeichner“ und veröffentlichte das Manifest „Gemachte Bilder“, das avantgardistische Prinzipien der „Analytischen Kunst“ propagierte. 1919 kehrte er nach Georgien zurück und beteiligte sich an der Ausmalung des Künstlercafés Kimerioni in Tiflis. Im selben Jahr schickte ihn die Demokratische Republik Georgien zur weiteren Ausbildung nach Paris. In Paris (1919–1927) vertiefte Dawit Kakabadse seine Studien und entwickelt seine eigene Variante der biomorphen Abstraktion. Er experimentierte mit Materialien wie Metall, Spiegel und Glas und veröffentlichte kunsttheoretische Texte, unter anderem in der Zeitschrift „Bulletin de l’Effort Moderne“. 1922 erfand er einen brillenlosen stereoskopischen Filmprojektionsapparat, den er international patentieren ließ.
1927 kehrte Dawit Kakabadse nach Georgien zurück. Ab 1928 lehrte er an der Staatlichen Kunstakademie in Tiflis, wurde aber 1948 wegen „Formalismus“ entlassen. In den 1930er Jahren arbeitete er als Bühnenbildner für Theater und Film, unter anderem für Kote Marjanischwili und Michail Kalatosow. Er starb 1952 in Tiflis.

## Werk
Dawit Kakabadses Werk verbindet georgische Traditionen mit europäischen Avantgardeströmungen wie Kubismus, Konstruktivismus und Futurismus. Seine frühen Landschaften aus Imeretien (1910er Jahre) zeigen symbolisch verdichtete Darstellungen der kaukasischen Natur. In Paris entwickelte er abstrakte Kompositionen und Collagen mit neuartigen Materialien. Nach seiner Rückkehr nach Georgien verband er nationale Motive mit Elementen des sozialistischen Realismus, etwa durch die Darstellung von Industrieanlagen oder politischen Demonstrationen in seinen Landschaftsbildern. Dawit Kakabadse war auch als Fotograf tätig und dokumentierte georgische Architektur und ethnografische Szenen. Sein filmisches Werk umfasst den heute verschollenen Dokumentarfilm „Alte Denkmäler Georgiens“ (1931).